# François Mayjuron Sclafer de Lagorsse
François Mayjuron Scalfer de Lagorsse est un homme politique français né le 24 janvier 1842 à Turenne (Corrèze) et décédé le 18 avril 1917 à Paris.
Inspecteur général de l'administration pénitentiaire, il est conseiller municipal de Sauxemesnil, où il possède le château de l'Ermitage. Il est député de la Manche de 1890 (élection partielle) à 1893.